# Ankkurisaari (ö i Nyland)
Ankkurisaari är en ö i Finland. Den ligger i sjön Salovesi och i kommunen Lojo i den ekonomiska regionen  Helsingfors  och landskapet Nyland, i den södra delen av landet, 70 km nordväst om huvudstaden Helsingfors. Öns area är 0,5 hektar och dess största längd är 120 meter i sydöst-nordvästlig riktning.